# Бизон (БРЭМ)

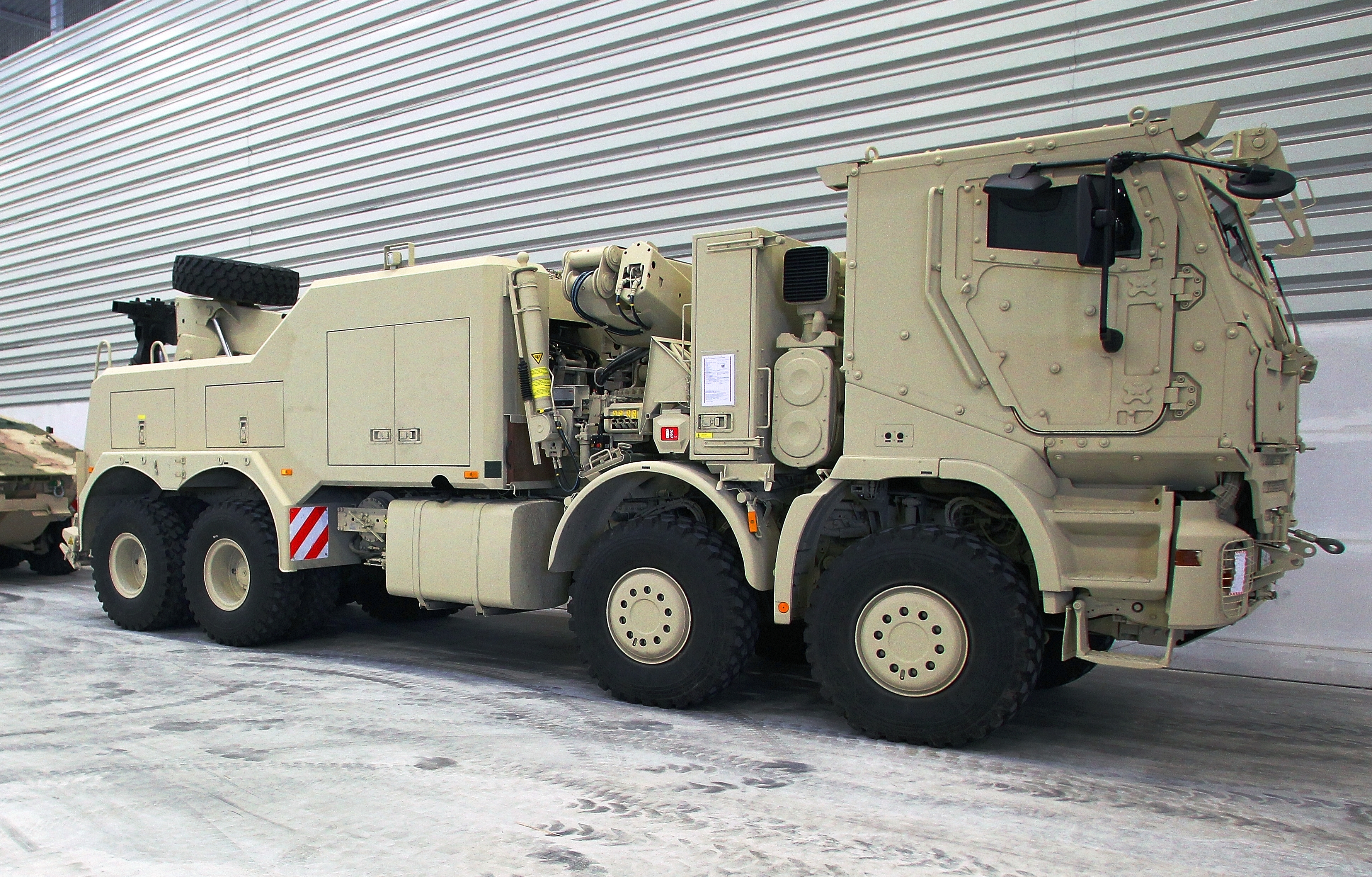
Бизон в пустынном камуфляже

Bison — бронированная ремонтно-эвакуационная машина, созданная на базе Mercedes-Benz Actros. Используется Бундесвером. Текущие двенадцать машин армии классифицируются как sgeBAF, «тяжёлая защищённая горно-буксирующая машина».
Машина создана на базе Actros 4151 AK 8×8, который также используется в гражданских службах в качестве самосвала. Бронированная кабина экипажа защищена от огня из стрелкового оружия, мин и самодельных взрывных и зажигательных устройств по стандарту НАТО STANAG 4569 (баллистическая защита 4-го уровня и противоминная защита 4b).

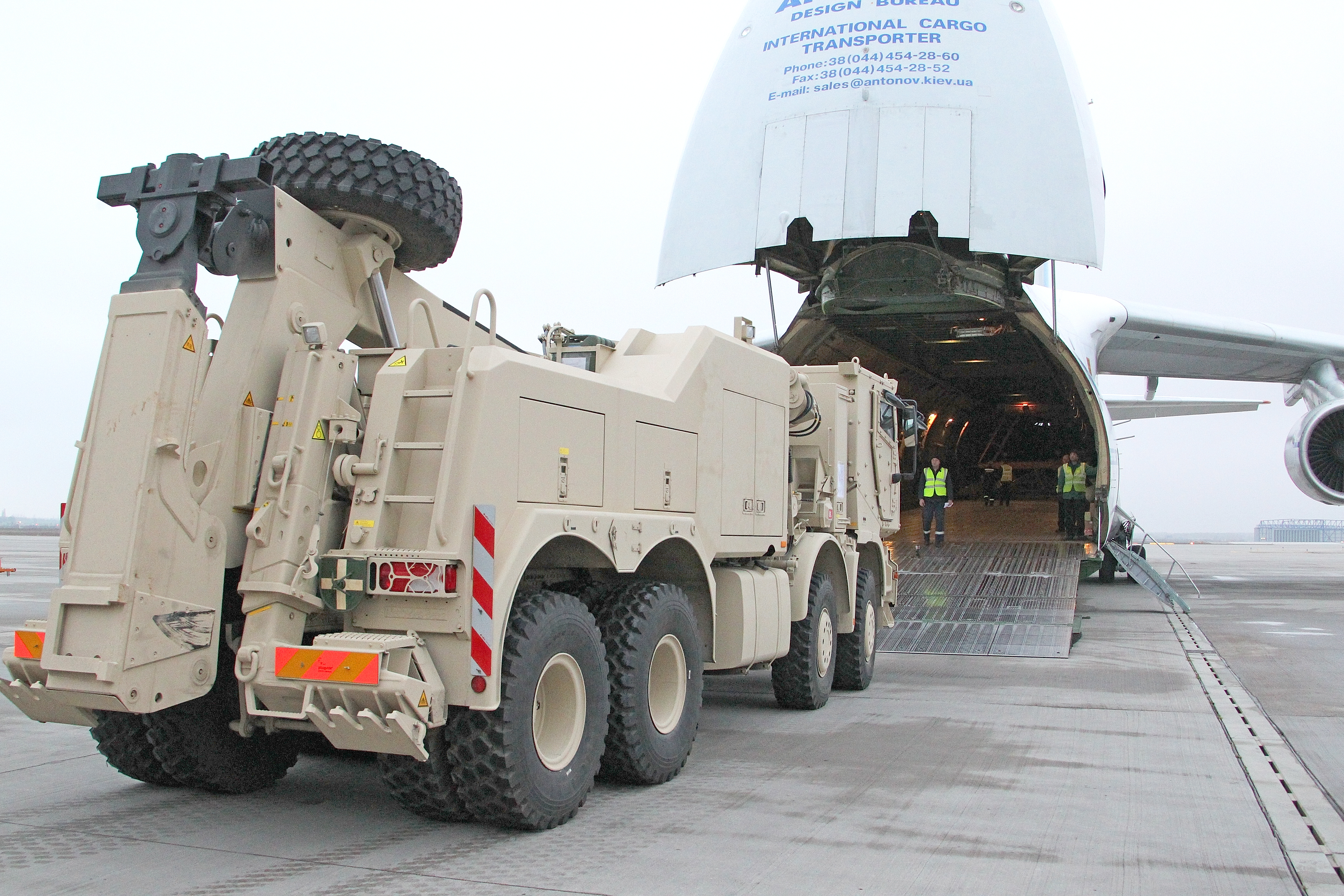
Вид сзади

Bison оснащён дизельным двигателем V8 объёмом 15 928 см³ (OM 502 LA), который развивает мощность 375 кВт при 1800 об/мин и соответствует стандарту выбросов Евро-5. Его полностью синхронизированные 16 передач, выполненные в виде повышающей передачи, помогают Bison развивать максимальную скорость 85 км/ч. При буксировке, возможна только скорость до 80 км/ч. Разрешённая полная масса – 48 тонн. Модели Бундесвера оснащены выдвижной буксировочной стрелой и краном.